# Santiago de Montalegre
Santiago de Montalegre is een plaats (freguesia) in de Portugese gemeente Sardoal en telt 316 inwoners (2001).